# Foro de Teodosio

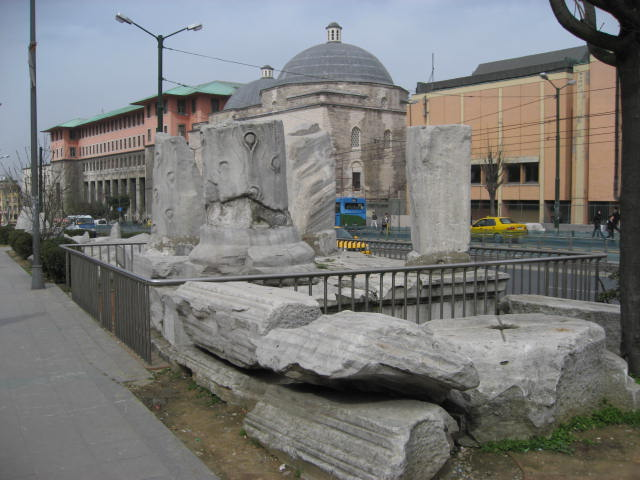
Restos del Foro en lo que es hoy la plaza Beyazit.

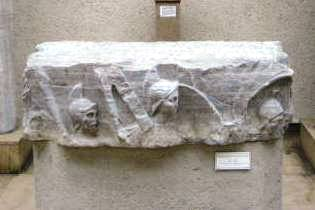
Fragmento de mármol de la columna monumental dedicada al emperador Teodosio I.

El Foro de Teodosio (hoy plaza Beyazit) era una zona en Constantinopla. Originariamente se llamaba Forum Tauri (foro del toro) pero en el siglo IV recibió su nombre actual y fue rodeado de edificios civiles y públicos de mármol como iglesias y termas, decorado con pórticos. El capitel del foro permaneció en el noreste.

## Columna de Teodosio
En medio del foro había una columna triunfal erigida en honor del emperador Teodosio I. Su astil está tallado con relieves representando la victoria del emperador sobre los bárbaros y una estatua de él estaba en la cumbre. Una escalera espiral interna permite a los visitantes alcanzar lo alto de la columna, donde un estilita vivía a finales del periodo bizantino medio. La columna permaneció en pie hasta finales del siglo XV, y algunas piezas de él fueron reutilizadas para la construcción de las Termas de Patrona Halil.

## Basílica
Excavaciones en las trincheras de los cimientos de la Facultad de Letras y Ciencias de la Universidad de Estambul descubrió los restos de tres basílicas. Sus identidades y nombres se desconocen, así que se las llama Basílicas «A», «B» y «C».
La Basílica A es la única basílica de la época de Justiniano (527-565) cuya planta es conocida. Tiene varias características distintivas. Su espacio central era casi una plaza, con dos patios laterales. El nártex del lado occidental se conecta con los patios. Los intervalos entre las columnas separando las naves de la basílica están cerradas por bloques de balaustrada. Los capiteles recuerdan a los de Santa Sofía, también construidos en la época de Justiniano. El gran púlpito o ambón encontrado en la Basílica A es el único que sobrevive de principios del Imperio Bizantino y se conserva en el jardín de Santa Sofía.

## Arco de triunfo

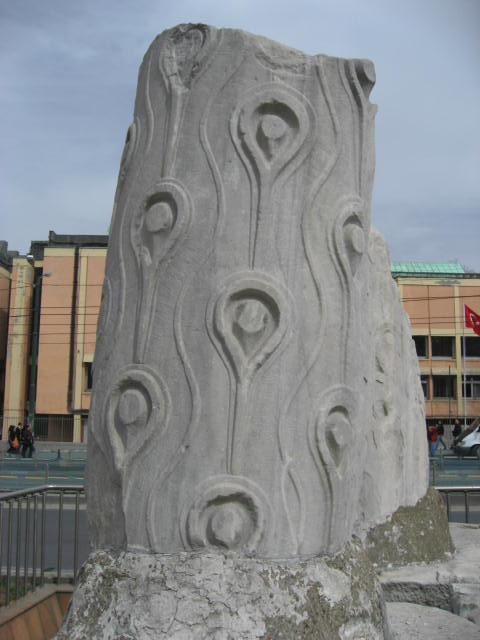
Restos de una de las columnas de originales fustes imitando troncos nudosos del arco de triunfo.

Un arco de triunfo de mármol se construyó en la parte occidental del foro, con mármol de la isla de Mármara. El arco de triunfo tenía un techo abovedado con tres pasadizos. El arco central de los tres era más ancho y alto que los otros dos y flanqueado por pilastras de cuatro columnas talladas en forma de garrotes hercúleos agarrados por un puño en el capitel. Construido para imitar los arcos de triunfo de la propia Roma, en lo alto había una estatua central de Teodosio flanqueada por estatuas de sus hijos Arcadio y Honorio.
Hoy la principal calle comienza en la plaza de Santa Sofía y va hacia el oeste a lo largo, básicamente, de la misma ruta que la antigua vía Mese, que formaba la principal arteria de la ciudad antigua. La Mese, pasando a través del arco triunfal de Teodosio, seguía hacia Tracia y llegaba tan lejos como la península balcánica. El arco de triunfo y los edificios antiguos alrededor suyo, a los que posiblemente pertenecen las ruinas sobrevivientes en la zona, fueron destruidos como resultado de invasiones, terremotos y otros desastres naturales desde el siglo V en adelante, y quedaron así completamente destruidos mucho antes de que los turcos otomanos tomaran la ciudad en 1453.